# Just Be Free (singel)
Just Be Free – piosenka popowa stworzona na album demo amerykańskiej wokalistki Christiny Aguilery pod tym samym tytułem (2001). Wyprodukowany przez Boba Alleccę i Michaela Browna oraz napisany przez tychże i samą Aguilerę, utwór wydany został jako singel promocyjny 1 września 2001 roku. Singel wydano w Wielkiej Brytanii; na krążku zawarto w sumie siedem odsłon piosenki, w tym trzy remiksy taneczne. Piosenkę nagrywano w połowie lat dziewięćdziesiątych. Istnieją dwie jej wersje: anglo- i hiszpańskojęzyczna.

## Informacje o utworze
W 2007 roku piosenka znalazła się na albumie kompilacyjnym Christina Aguilera – Greatest Hits, wydanym przez Star Mark w Rosji.

## Wykonania koncertowe
Aguilera wykonała utwór publicznie tylko raz, jako siedemnastolatka, w 1997 roku. Miało to miejsce przed wydaniem piosenki na singlu.

## Lista utworów singla
1. „Just Be Free” (Radio Version) – 3:45
2. „Just Be Free” (Radio Version 2) – 4:31
3. „Just Be Free” (Spanish Version) – 4:42
4. „Just Be Free” (Instrumental) – 4:41
5. „Just Be Free” (Free House Extended Mix) – 5:24
6. „Just Be Free” (Free House Mix) – 3:35
7. „Just Be Free” (The Wave Mix) – 3:55